# Storchschnäbel
Die Storchschnäbel oder Geranien (Einzahl Geranie aus griechisch-lateinisch Geranium, dialektal auch Granium) sind mit 380 bis 430 Arten die artenreichste Gattung der Pflanzenfamilie der Storchschnabelgewächse (Geraniaceae). Sie sind auf allen Kontinenten verbreitet.
Arten und Sorten der Gattung Geranium werden mindestens seit dem 16. Jahrhundert als Zierpflanzen kultiviert und Arten und vor allem Sorten sind in zahllosen Gärten und Parks anzutreffen.

## Pelargonien und Geranien
Bis ins späte 18. Jahrhundert wurden auch die als Beet- und Balkonpflanzen beliebten Pelargonien zur Gattung Geranium gezählt. Darauf weist der für diese Pflanzen noch heute in der Umgangssprache und im allgemeinen Handel gebräuchliche Begriff Geranien hin, der botanisch allerdings nicht korrekt ist. Denn Geranien (Geranium) und Pelargonien (Pelargonium) sind innerhalb der Storchschnabelgewächse zwei verschiedene Gattungen, die allerdings eng verwandt sind. So gibt es einige wenige Geranienarten, die sich wie Pelargonien durch weiche, filzige Stängel und große Rundblätter auszeichnen und damit den Arten dieser Gattung sehr ähnlich sehen. Einer der Unterschiede zwischen den beiden Gattungen ist: Geranium hat radiärsymmetrische Blüten und Pelargonium hat zygomorphe Blüten.

## Verbreitung

### Weltweite Verbreitung

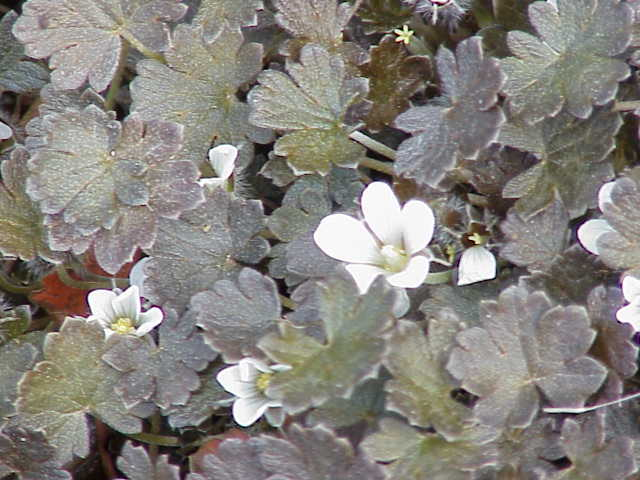
Geranium sessiliflorum gehört zu den Storchschnabelarten, die auf Neuseeland und Tasmanien beheimatet sind

Storchschnabelarten kommen auf fast allen Kontinenten und sogar in der Arktis vor. Sie sind außerdem in Südafrika, Taiwan, Indonesien, Neuguinea, Australien, Tasmanien, Neuseeland, den Hawaii-Inseln, den Azoren und Madeira vertreten, wobei die eher kühleres Wetter bevorzugenden Geranien in diesen Regionen in der Regel in Gebirgsregionen wachsen.
Geranium-Arten benötigen ein kühl-gemäßigtes Klima. Da in solchen Gebieten der Erde selten Trockenheit herrscht, sind viele der Storchschnabelarten gut auf feuchte Böden eingestellt. Aufgrund dieses Feuchtigkeitsbedürfnisses herrschen in den wärmeren Regionen ihres Verbreitungsgebietes einjährige Geranium-Arten vor, die ihre Wachstumszeit in der Regel im Winter haben und im Sommer als Samen ruhen.

### Standortanpassungen in Mitteleuropa heimischer Storchschnäbel
Die meisten Storchschnabelarten bevorzugen basen- und stickstoffsalzreiche Lehmböden. Sie besiedeln häufig Ödlandflächen, Hackfruchtäcker, lückige Gebüsche und Rodungsflächen.
Innerhalb dieses Standortspektrums zeigen die einheimischen Storchschnäbel artspezifische Anpassungen. Der Blutrote Storchschnabel wächst in Europa bis nach Kleinasien in den sonnigen und lichten Waldrandbereichen und kommt dabei auch mit trockenen Böden zurecht. Der Wiesen-Storchschnabel, dessen Verbreitungsgebiet von Europa bis nach Mittelasien und Sibirien reicht, ist dagegen eher an kühl-feuchten Standorten zu finden und wächst bevorzugt in den feuchten Senken von Wiesen und an Gräben. Der Wald-Storchschnabel, der von Europa bis nach Westasien zu finden ist, wächst dort in bodenfeuchten Mischwäldern, auf frischen bis feuchten Bergwiesen und Hochstaudenfluren.

### Storchschnäbel als Neophyten, Archäophyten und Adventivpflanzen
Aufgrund ihrer Beliebtheit als Gartenpflanzen wurden Storchschnabelarten mittlerweile in viele Länder eingeführt, in denen sie ursprünglich nicht beheimatet waren. Der Rundblättrige Storchschnabel, den man in Mitteleuropa gelegentlich in Weinbau-Gebieten findet, ist vermutlich ursprünglich im Mittelmeerraum beheimatet gewesen. Heute ist er nahezu weltweit verbreitet.
In einigen Ländern haben die Storchschnabelarten so gute Ausgangsbedingungen gefunden, dass sie in sehr großem Maße verwildert sind und teilweise als Bioinvasoren angesehen werden. So wird das in Mitteleuropa beheimatete Ruprechtskraut an der Westküste der USA mittlerweile als unerwünschtes Unkraut eingeordnet. Auch der Pyrenäen-Storchschnabel, den man in Mitteleuropa gelegentlich an Straßenrändern findet, ist als sogenannter Neophyt zu betrachten. Anders als das in den USA ungern gesehene Ruprechtskraut fristet er in Mitteleuropa eher ein Nischendasein.
Zu den mitteleuropäischen Archäophyten gehört dagegen der Schlitzblättrige Storchschnabel. Diese Storchschnabelart, die auf basen- und stickstoffsalzhaltigen Lehmboden wächst, ist ursprünglich im Mittelmeerraum beheimatet gewesen und zählt zu den hemerochoren Pflanzen, die mit den ersten Ackerbauern vermutlich über Saatgutverunreinigungen nach Mitteleuropa verschleppt wurden (sogenannte Speirochorie).
Der Spreizende Storchschnabel wird nur gelegentlich aus seinem Ursprungsgebiet, den warmen Tälern der West- und Südalpen wie dem Wallis und dem Veltlin nach Mitteleuropa in Form von Samen verschleppt (sogenannte Agochorie). Er ist dann in der Lage, sich vorübergehend an dem neuen Standort zu etablieren. Er zählt daher zu den sogenannten Adventivpflanzen.

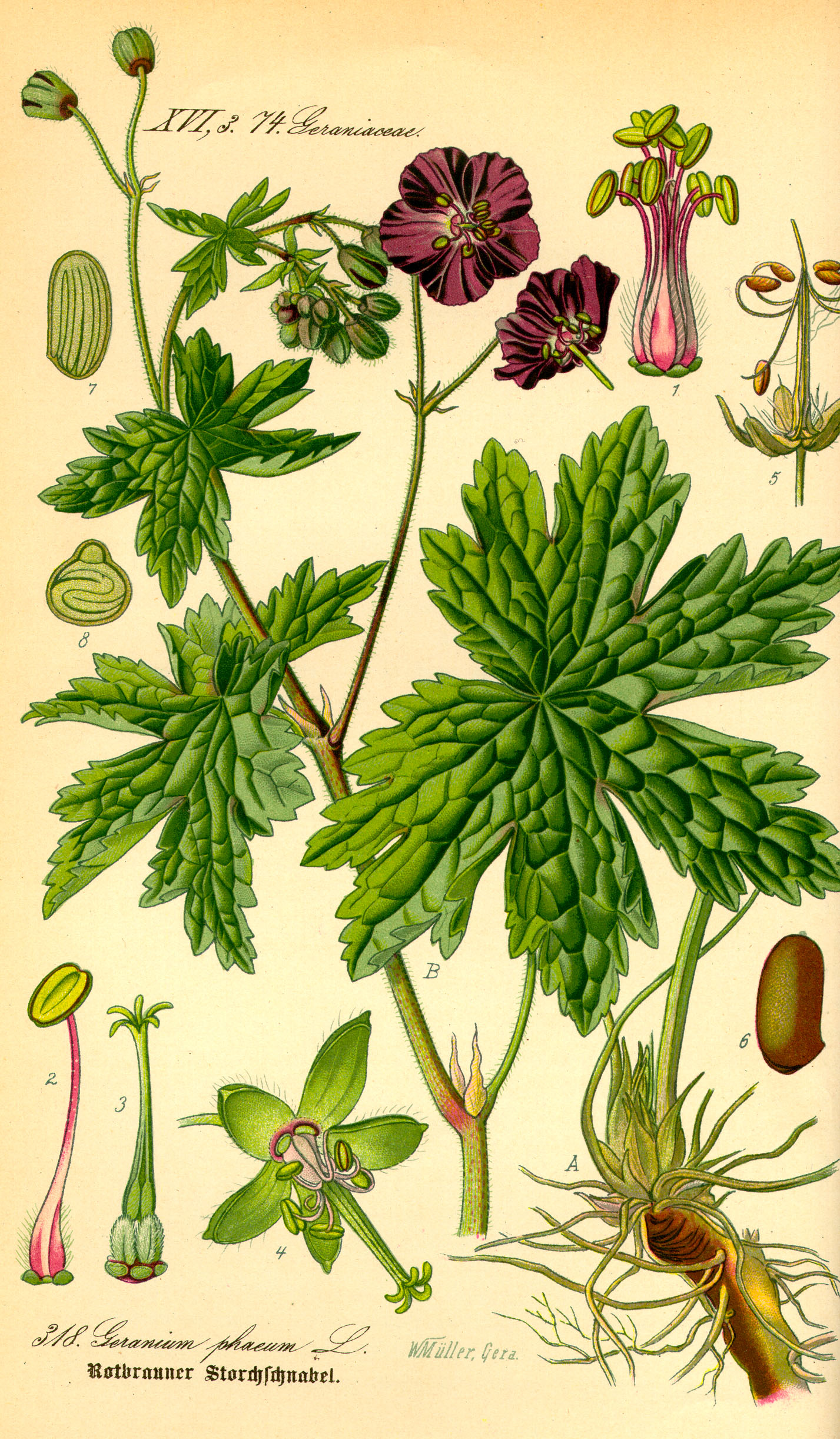
Illustration: Brauner Storchschnabel (Geranium phaeum)

## Namensgebung, Beschreibung und Ökologie
Die deutsche Bezeichnung „Storchschnabel“ erscheint beim ersten Blick auf die blühende Pflanze unverständlich. Der Fruchtstand erklärt jedoch den Namen: Die länglichen, eigentümlich gestalteten Fruchtstände erinnern an den Schnabel des Storches. Die botanische Bezeichnung Geranium basiert ebenfalls auf der Form der Fruchtstände; sie lässt sich auf das griechische Wort „géranos“ (Kranich) zurückführen. Im Deutschen wurde die Pflanze Storchschnabel früher auch Kranichschnabel genannt.

### Die Pflanze
Storchschnabel-Arten sind überwiegend ausdauernde, seltener ein- oder zweijährige krautige Pflanzen, wenige Arten sind Halbsträucher oder Sträucher. Sie enthalten ätherische Öle.
Storchschnabel-Arten wachsen buschig oder horstartig. In freier Natur sorgen die großen Blätter der Geranien und ihre häufig starke Breitenausdehnung dafür, dass sie im Vergleich zu konkurrierenden Pflanzenarten an ihrem Standort verhältnismäßig viel Nährstoffe und Wasser erhalten. Wie alle Familienmitglieder der Storchschnabelgewächse haben Storchschnabel-Arten gelenkartig verbundene Stängel, die häufig Drüsenhaare haben. Einige Arten wie beispielsweise der Balkan-Storchschnabel sind nahezu immergrün, andere wie der Basken-Storchschnabel bilden während ihrer Blütezeit große, rundliche „Laubhügel“ aus, die während des Winterhalbjahrs verrotten.

### Die Blätter
Die wechsel- oder gegenständigen, gestielten Laubblätter sind je nach Art unterschiedlich gestaltet. Bei einigen Arten gleicht das Blatt der bei den Pelargonien-Arten vorkommenden runden Form, bei den meisten Arten ist es jedoch fünfteilig und jeder Blattlappen stark eingekerbt. Stark geteilte Laubblätter hat beispielsweise Geranium purpureum; bei dieser Art ist jedes Blatt in fünf Lappen unterteilt, die Teilung reicht dabei bis zur Blattachse. Zusätzlich ist jedes Blatt an der Spitze gelappt. Diese Blattform, die für viele der Geranium-Arten typisch ist, bezeichnet man botanisch als tief fiederspaltig.
Bei den meisten Arten sind die Laubblätter einfarbig dunkelgrün, bei nur wenigen Arten treten unterschiedliche Grüntöne in der Blattfarbe auf. Die dunkelsten Laubblätter hat die auf Neuseeland und Tasmanien beheimatete Art Geranium sessiliflorum. Bei einigen Sorten dieser Art wurde die ungewöhnliche Blattfärbung noch vertieft, sie ist fast dunkelviolett.

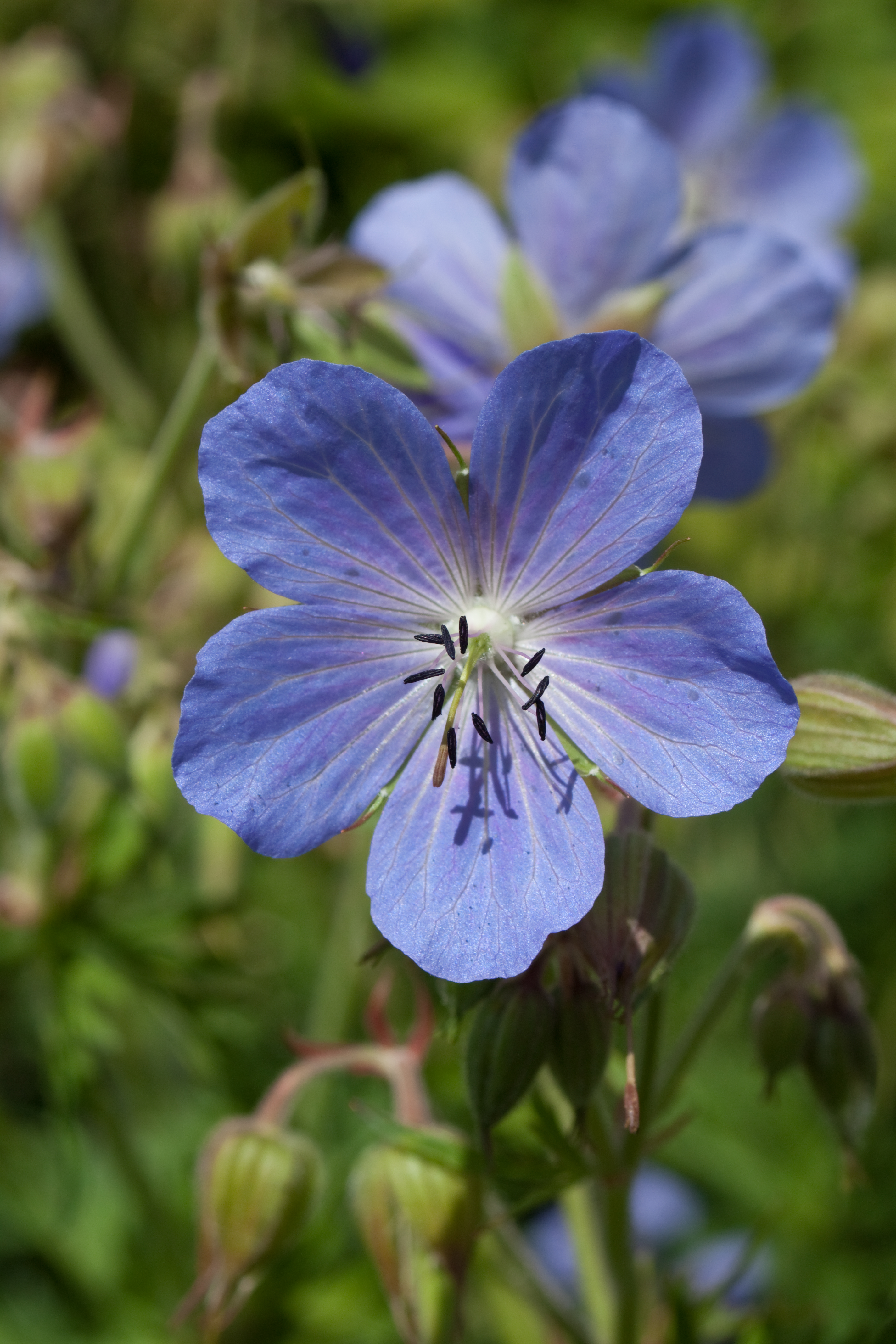
Zuchtsorte des Wiesen-Storchschnabels mit blauen Blütenkronblättern

Nebenblätter sind vorhanden.

### Die Blüten
Die Blüten stehen selten einzeln, meist zu zweit. Es ist in der Regel ein langer Blütenstiel vorhanden. Dies ermöglicht den Geranien an ihren natürlichen Standorten eine Konkurrenz zu den meist anderen, gleich hoch wachsenden Pflanzenarten, von denen sie umgeben sind und auf diese Weise ihre Bestäubung sicherstellen.
Die zwittrigen Blüten sind radiärsymmetrisch und fünfzählig mit doppelter Blütenhülle. Die fünf grünen, freien und häufig behaarten Kelchblätter weisen stets eine vorspringende Spitze auf. Die Kelchblätter schließen zuerst die Blütenknospe ein. Wenn sich nach der Bestäubung aus der Blüte die Frucht entwickelt, vergrößern sich die Kelchblätter und schützen den Ansatz der entstehenden großen Frucht. Die fünf freien Kronblätter sind bei manchen Arten genagelt. Die Farbe der Blütenkronblätter der Storchschnabelarten reicht von Weiß über Rosa und Purpurrot bis zu einem leuchtenden Blau. Bei vielen Arten und Sorten ist eine deutliche Maserung der Kronblätter erkennbar.
Es sind zwei Kreise mit je fünf Staubblättern vorhanden, sie sind alle fertil; bei den anderen Gattungen der Familie ist ein Teil der Staubblätter zu Staminodien reduziert. Die Ränder der Staubfäden sind behaart. Die meist fünf Nektarien des Diskus alternieren mit den Kronblättern, selten sind sie zu einem Ring vereinigt. Fünf Fruchtblätter sind zu einem oberständigen Fruchtknoten verwachsen. Der Griffel endet in fünf Narben.
Die Blütenformel lautet: {\displaystyle \star K_{5}\;C_{5}\;A_{5+5}\;G_{\underline {(5)}}}

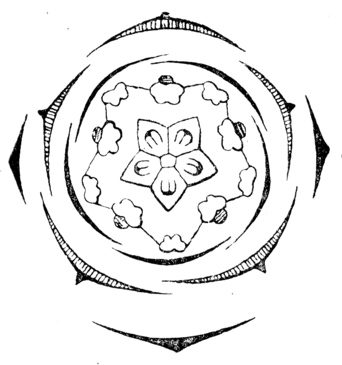
Blütendiagramm von Geranium pratense

Jedes einzelne Blütenkronblatt ist im Gegensatz zum Kelchblatt bei der überwiegenden Zahl der Arten am Ende abgerundet. Die Blütenform dagegen kann je nach Art unterschiedlich sein. Bei den Blüten des Wald-Storchschnabels handelt es sich um Scheibenblumen, die Blütenform des in Laub- und auf Schuttplätzen wachsenden Ruprechtskrautes bezeichnet man dagegen als Trichterblumen. Dementsprechend sind auch unterschiedliche Insekten an der Bestäubung beteiligt. Die Blüten des Wald-Storchschnabels mit dem leicht zugänglichen Nektar werden von Schwebfliegen, Bienen und Tagfaltern besucht. An den Nektar des Ruprechtskrauts dagegen gelangen nur langrüsselige Bienen- und Schmetterlingsarten.

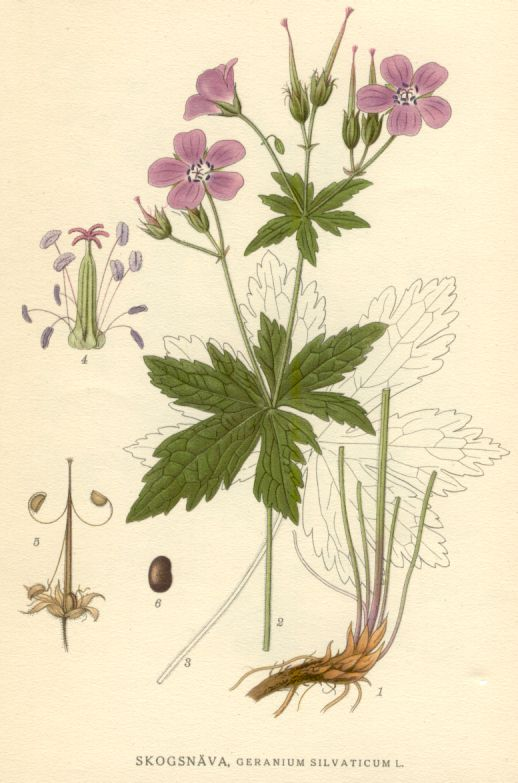
Illustration des Wald-Storchschnabels – seine Blüten bieten leicht zugänglichen Nektar

### Die Frucht
Sowohl der wissenschaftliche Name Geranium als auch der deutsche Name Storchschnabel bezieht sich auf die Form der langgestielten Frucht, in der man den Kopf und den langgestreckten Hals eines Storchs oder eines Kranichs erkennen kann. Die Frucht wird aus fünf sehr langen Fruchtblättern gebildet, die nur am Grunde zwei übereinanderliegende Samenanlagen tragen. Von diesen entwickelt sich aber nur eine. Der obere, sterile Teil (die Griffel) wachsen als langer „Schnabel“, vereinigt an einem Karpophor. Botanisch handelt es sich um eine Spaltfrucht, da sich diese bei Reife in ihre fünf Fruchtfächer mit langen Grannen aufspaltet. In diesen fünf Teilfrüchten ist jeweils ein Samen enthalten. Diese werden bei allen Arten durch das explosionsartige Aufplatzen des austrocknenden Schnabels verbreitet (Katapultfrucht). Beim Wald-Storchschnabel beispielsweise rollen sich die fünf Fruchtfächer plötzlich von der Mittelsäule sowie voneinander ab und nach oben ein. Der Samen wird dabei katapultartig bis zu 3 Meter weit fortgeschleudert.
Geranien zählen mit diesem Ausbreitungsmechanismus zu den sogenannten Austrocknungsstreuern (botanisch auch als ballochore Autochorie bezeichnet).
Beim Ruprechtskraut lässt sich außerdem auch die Herpochorie beobachten. Während die Herpochorie bei der Küchenschelle und der nah verwandten Gattung der Reiherschnäbel eine Strategie zur Nahausbreitung ist, dient sie hier dazu, den Diasporen optimale Startbedingungen zu verschaffen: Nachdem der Samen des Ruprechtskrautes über den oben beschriebenen Mechanismus explosionsartig bis zu sechs Meter weit fortgeschleudert wurde, bohren sich die Samen mittels hygroskopischer Bewegungen in die Erde. Das ist darauf zurückzuführen, dass sich die Samen bei feuchten Wetter ausdehnen und bei trockenem Wetter wieder zusammenziehen.

## Storchschnäbel als Heilpflanze
Zwar wird Geranium bereits in den antiken Schriften erwähnt, es handelt sich dabei jedoch nicht um Storchschnabelarten. Hildegard von Bingen dagegen erwähnt, ebenso wie Paracelsus, das Ruprechtskraut eindeutig als Heilpflanze. Vermengt mit Weinraute und Poleiminze sollte es das Herz stärken und fröhlich machen. In zahlreichen mittelalterlichen Heilpflanzenbüchern wie beispielsweise denen von Hieronymus Bock und Tabernaemontanus wird das Ruprechtskraut (genannt auch Herba rubea) ebenfalls erwähnt – genauso wie gelegentlich der Blutrote Storchschnabel. Auch in der Volksmedizin wurden diese Pflanzen bei Gelbsucht, Blutungen, bösartigen Geschwüren sowie äußerlich bei Flechten und Hautausschlag eingesetzt. Ein Tee des Ruprechtskrautes sollte gegen Kinderlosigkeit helfen.
Auch heute wird das Ruprechtskraut noch den Heilpflanzen zugerechnet. Die in der Pflanze enthaltenen Gerbstoffe mit ihren adstringierenden und entzündungshemmenden Wirkungen erklären einige Indikationen wie beispielsweise die Empfehlung, Tee des Ruprechtskrautes zum Spülen und Gurgeln bei Entzündungen im Rachenraum zu verwenden. Ebenso erweist sich Geranium als gutes Mittel gegen Ohrenschmerzen, indem man sich ein frisches Blatt der Pflanze in das Ohr steckt und es dort solange wirken lässt bis der Schmerz verschwindet.
Das in der Homöopathie verwendete Mittel Geranium odoratissimum wird dagegen nicht aus Storchschnabelarten hergestellt, sondern aus dem Storchschnabelgewächs Pelargonium odoratissimum.

## Storchschnäbel als Gartenpflanze

### Die Entdeckung der Geranium-Arten für den Garten

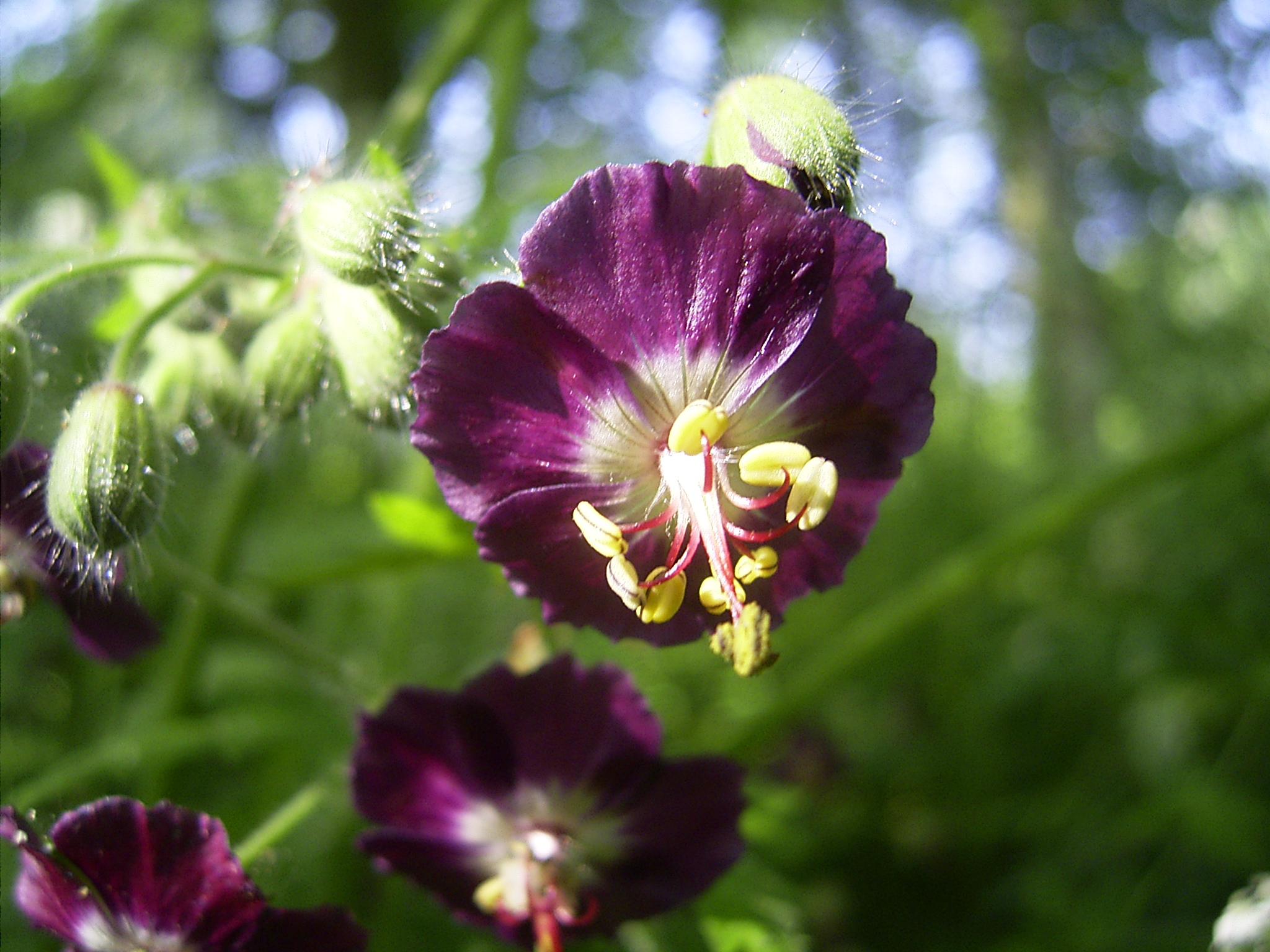
Untergattung Erodioideae: Der Braune Storchschnabel wird in England auch als „Mourning Widow“ („Trauernde Witwe“) bezeichnet und war einst als Friedhofspflanze sehr beliebt

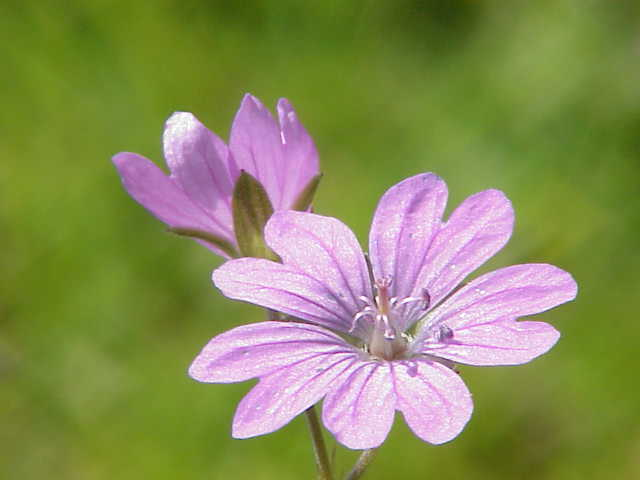
Untergattung Geranium Sektion Batrachioidea: Bis Mitte des 19. Jahrhunderts wurde der Pyrenäen-Storchschnabel häufig in Gärten gepflanzt – seitdem ist er von großblütigeren Arten als Gartenpflanze abgelöst worden

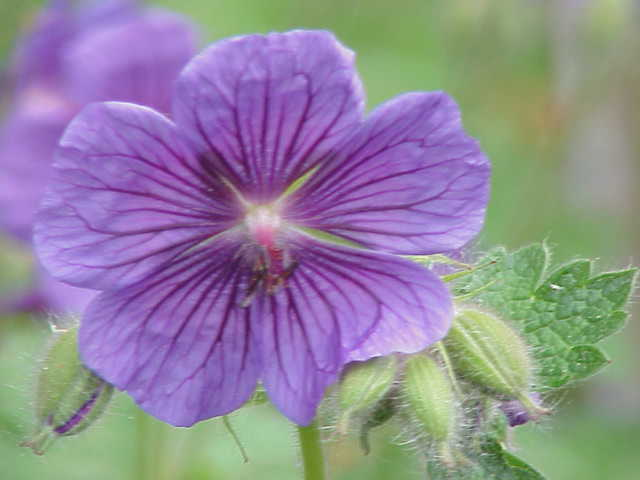
Geranium platypetalum, eine der Elternarten der heute als Gartenpflanze sehr beliebten Geranium-Hybride Pracht-Storchschnabel

Die Etablierung von Storchschnabelarten als Gartenzierpflanze erfolgte nach einem Muster, das für viele Pflanzengattungen typisch ist. Zuerst wurden mit dem Ruprechtskraut und dem Blutroten Storchschnabel zwei Arten im Garten kultiviert, die als Heilpflanzen angesehen wurden. Weitere überwiegend einheimische Arten ohne zugeschriebene Heilwirkung, die aber großblütiger waren, lassen sich als Zierpflanzen bereits für das 16. Jahrhundert belegen. Der einheimische Braune Storchschnabel ist bereits für das Jahr 1561 in Deutschland als Gartenpflanze nachgewiesen. Der Hortus Eystettensis aus dem Jahre 1613 nennt für ihn sowie für den Blutroten Storchschnabel sogar erste Zuchtformen.
Mit dem 18. und 19. Jahrhundert kamen die Arten hinzu, die in weiter entfernten Regionen beheimatet sind. Bei den Storchschnäbeln sind dies vor allem die Arten, die in den südeuropäischen Gebirgen verbreitet waren. Im 19. Jahrhundert wurden auch besondere Formen von Gartenbeeten wie Steingärten populär. Der Blutrote Storchschnabel wurde in dieser Zeit zu einer sehr häufig gepflegten Zierpflanze.
Im 20. Jahrhundert wurde die Palette der im Garten gepflegten Storchschnabelarten um einige Arten aus anderen Kontinenten sowie um zahlreiche Zuchtsorten erweitert, die dem zunehmenden Bedarf nach einfach zu pflegenden und gleichzeitig schmückenden Pflanzen gerecht wurden.
Die Beliebtheit der einzelnen Arten unterliegt auch heute noch unterschiedlichen Moden. Der einstmals sehr populäre Braune Storchschnabel mit seiner düsteren Blütenfarbe ist mittlerweile in Mitteleuropa weitgehend aus der Mode gekommen. In England findet man diese Art jedoch noch verwildert auf alten Dorffriedhöfen, wo man diese als „Mourning Widow“ (= Trauernde Witwe) früher gerne als Grabschmuck anpflanzte.
Auch der Pyrenäen-Storchschnabel ist heute eine nur selten im Garten verwendete Art, obwohl bereits gegen Ende des 18. Jahrhunderts mehrere Zuchtformen im Handel waren. Er wurde zunehmend aus den Gärten verdrängt, nachdem großblütigere und damit attraktivere Storchschnabelarten entdeckt wurden. Er ist jedoch aus den Gärten heraus verwildert und als eingebürgerte Pflanze noch an Hecken und in den Grünflächen entlang von Straßen zu finden.
Der mittlerweile häufiger in Gärten zu findende Basken-Storchschnabel ist dagegen erst im 20. Jahrhundert in Deutschland populär geworden, nachdem vor allem in England – wo er schon seit 1832 in den Gärten angepflanzt wurde – eine Reihe von robusten Formen und Hybriden gezüchtet wurden.
Eine länger anhaltende Wertschätzung als die drei oben genannten Arten hat dagegen der Balkan-Storchschnabel gefunden. Aus ihm wurde früher Geraniumöl zur Parfümherstellung gewonnen; für die Herstellung dieses ätherischen Öles werden heute jedoch Pelargonien-Arten verwendet. Der Balkan-Storchschnabel wird 1576 erstmals als Gartenpflanze erwähnt und hat danach sehr schnell Verbreitung gefunden. Heute wird er vor allem als sogenanntes „Stadtgrün“ gerne unter Straßenbäume gepflanzt, da er Schatten sehr gut verträgt und die intensiv duftende Pflanze von Kaninchen nicht verbissen wird und Hunde fernhält.

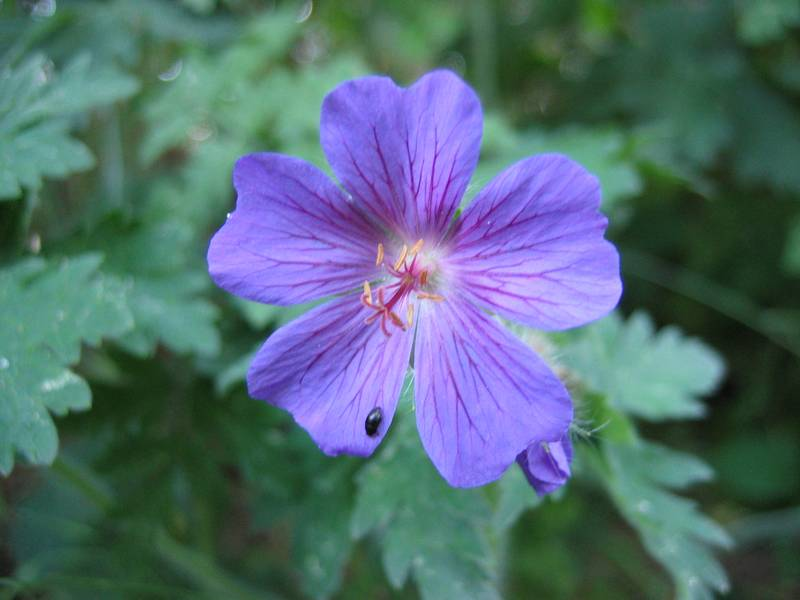
Garten-Geranium Hybride (Geranium × magnificum)

Einer der heute am häufigsten im Garten zu findenden Geranium-Vertreter ist die Hybride Geranium × magnificum. Wann und wo diese großblütige und starkwüchsige Sorte mit den purpurvioletten Blüten entstanden ist, ist nicht mehr nachvollziehbar. Aufgrund von Herbarien-Belegen weiß man jedoch, dass sie bereits 1871 im Botanischen Garten von Genf gepflegt wurde. 1961 identifizierte der schwedische Botaniker Nils Hylander Geranium ibericum und Geranium platypetalum als Eltern dieser sterilen Hybride und gab der Sorte ihren wissenschaftlichen Namen. Man nimmt an, dass die Elternarten ursprünglich aus dem Kaukasus stammten.

### Verwendung im Garten
Die Arten der Gattung Geranium sind vielseitig im Garten verwendbar. Fast alle gedeihen gut in leichtem Schatten und eignen sich daher für die Gehölzrandbepflanzung, viele der Arten vertragen jedoch auch die volle Sonne. Einige Arten blühen lange und ausdauernd, viele haben im Herbst eine hübsche Färbung. Allen gemeinsam ist, dass sie sehr robust und wenig krankheitsanfällig sind und selten von Schädlingen befallen werden. Sie gelten damit als ideale Pflanze für Gartenanfänger, die sowohl im Steingarten, in Geröllbeeten sowie Rabatten oder naturbelassenen Gärten verwendet werden können. Besonders die Sorten, die vom Balkan-Storchschnabel abstammen, sind außerdem als Bodendecker gut geeignet, die auch unter Bäumen gut wachsen. Sie werden dort häufig mit Farnen kombiniert.
Bei den meisten für Rabatten geeigneten Arten ist es sinnvoll, nach Ende der Blüte die Blütenstände abzuschneiden, da dadurch eine zweite Blüte gefördert wird. Dies gilt besonders für den heute in den Gärten weitverbreiteten Basken-Storchschnabel, der nach der Blüte gerne auseinanderfällt. Der Rückschnitt verhindert auch, dass die Pflanzen von Mehltau befallen werden, einer der wenigen Pflanzenkrankheiten, für welche die Pflanzen dieser Gattung gelegentlich anfällig sind. Der Rückschnitt hat auch zur Folge, dass die Pflanzen noch einmal durchtreiben und somit neue Blattschöpfe ausbilden, die teilweise den Winter überdauern. Viele der Storchschnabelarten und -sorten bilden nach einer solchen Maßnahme ein zweites Mal Blüten.
Mit welchen anderen Pflanzen die Storchschnabelarten kombiniert werden können, hängt von der jeweiligen Sorte ab. Die Blütenfarben sind als blaustichige oder kalte Farben einzuordnen, sie sollten mit solchen Pflanzen kombiniert werden, deren Blütenfarbe ebenfalls in diese Kategorie einzuordnen ist. Viele Edelrosen passen sehr gut mit Geranien-Arten zusammen. Sie harmonieren außerdem sehr gut mit Pfingstrosen, Frauenmantel und Phlox.

### Vermehrung im Garten
Alle Arten und Sorten vertragen es, wenn sie während der Vegetationsperiode, die von Mai bis August reicht, geteilt werden. Auch bewurzelte Teilstücke wachsen gut an, wenn sie gleich nach dem Aufteilen gepflanzt und regelmäßig gegossen werden.
Insbesondere die züchterisch wenig veredelten Pflanzen vermehren sich leicht durch Samen. Sie können damit sehr schnell im Garten dominant werden; Sämlinge müssen daher regelmäßig weggejätet werden. Das gilt insbesondere für in Mitteleuropa heimische Arten wie beispielsweise den Wiesen-Storchschnabel.

### Gärtnerische Einteilung der Storchschnabelarten

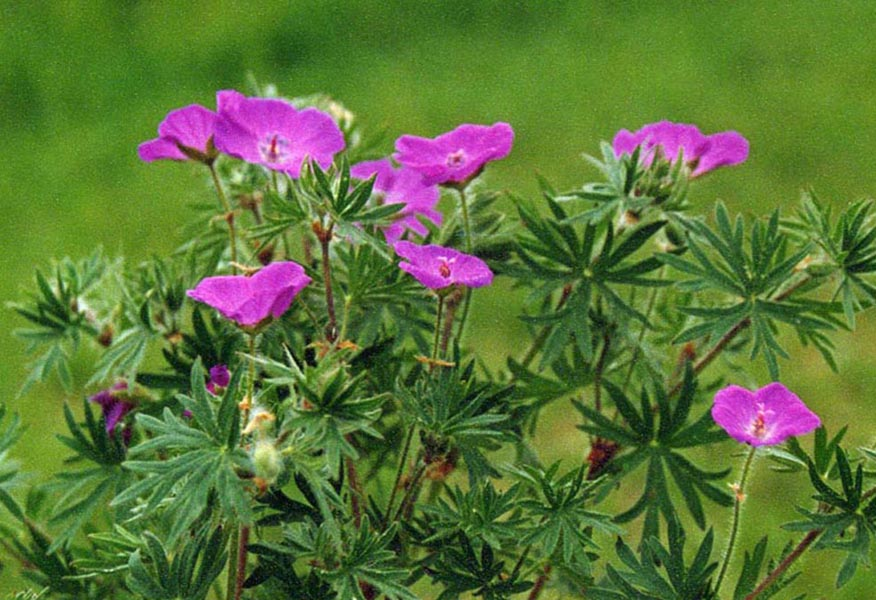
Der Blutrote Storchschnabel zählt zu den einheimischen Storchschnabelarten

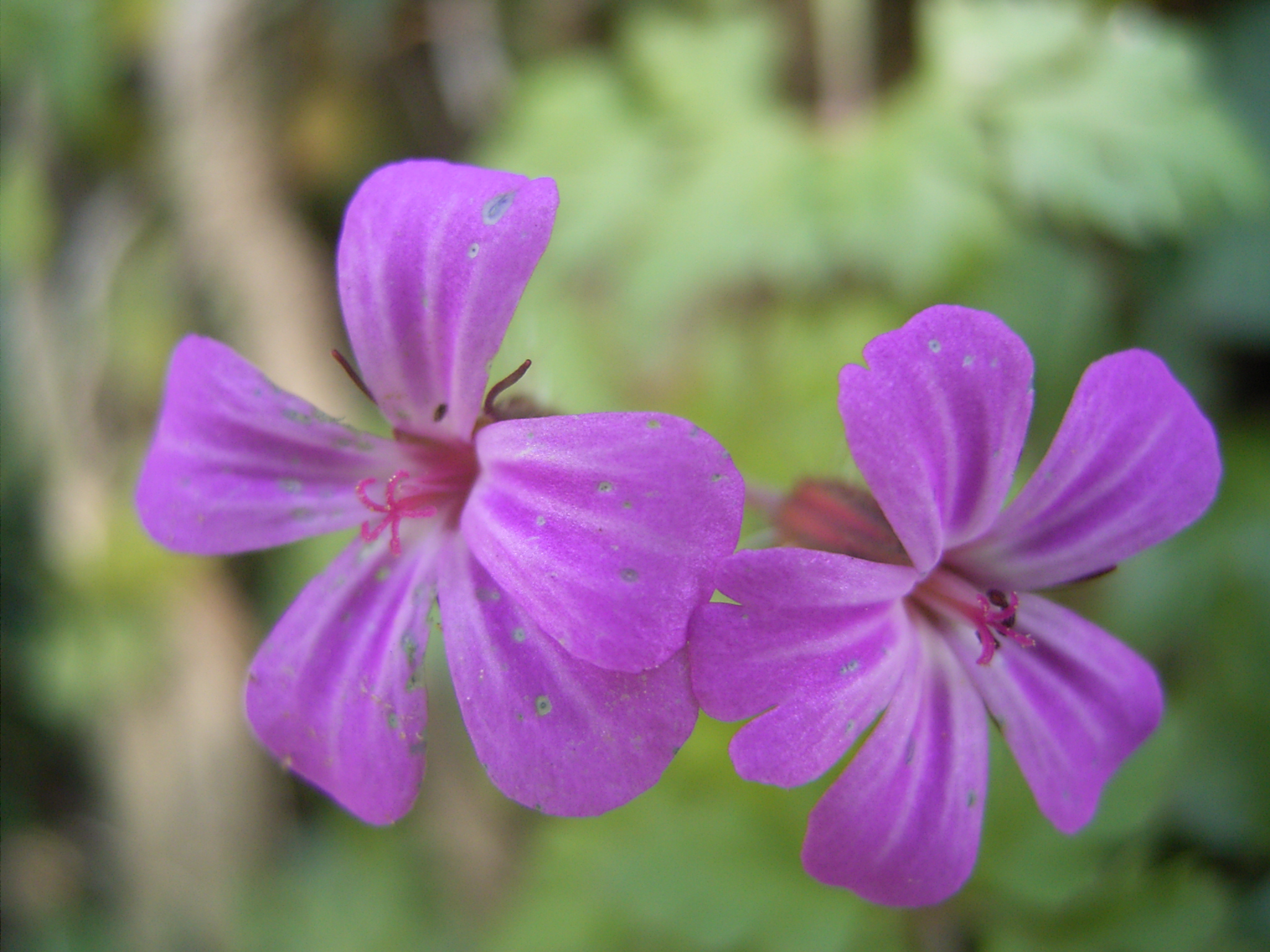
Das Ruprechtskraut wurde vermutlich als eine der ersten Storchschnabelarten im Garten kultiviert

Storchschnabelarten, die ein ähnliches Erscheinungsbild haben, werden gärtnerisch in fünf Gruppen zusammengefasst.

#### Die Sanguineum-Gruppe
Zu einer der schönsten Storchschnabelarten zählt der Blutrote Storchschnabel, der auch bei extremeren Standortbedingungen wie trockenem oder wenig nährstoffreichem Boden gut zurechtkommt. Aus der Wildform wurden etwa 40 Sorten gezüchtet, wobei eine der ersten die weiße Zuchtform Geranium sanguineum 'Album' war. Andere Zuchtformen haben die runde Blütenform beibehalten. Man hat ihnen beispielsweise wie bei der Sorte 'Nigricans' dunklere Blätter angezüchtet oder die dunkle Äderung der Blüten stärker herausgezüchtet.
Zur Sanguineum-Gruppe wird auch das Ruprechtskraut sowie der ebenfalls sehr schöne Basken-Storchschnabel gezählt.

#### Waldgeranien
Zu dieser Gruppe zählt man sechs europäische und asiatische Arten, die sich durch große breite Blätter sowie aufrecht stehende Blüten auszeichnen, sowie all jene Sorten, die von ihnen abstammen. Zu den Stammarten zählen neben dem Wald-Storchschnabel Geranium sylvaticum auch Geranium rivulare, Geranium pseudosibiricum, Geranium albiflorum, Geranium procurrens und der durch sein helles Rot sowie die dunkle Blütenmitte auffallende Geranium psilostemon.

#### Wiesengeranien
Die Wiesengeranien werden besonders gerne in Naturgärten verwendet. Die wichtigsten Stammformen dieser Gruppe sind der Wiesen-Storchschnabel, der Himalaja-Storchschnabel und Geranium clarkei. Auch der in Mitteleuropa heimische Sumpf-Storchschnabel wird dieser Gruppe zugerechnet.

#### Geranien der Palmatum-Gruppe
Geranien, die dieser Gruppe zugerechnet werden, sind nur selten in mitteleuropäischen Gärten zu finden, da ihre Stammformen kälteempfindlich sind. Dazu zählen Geranium palmatum und Geranium maderense, die beide auf der Insel Madeira beheimatet sind.
Geranien dieser Gruppe zeichnen sich durch eine Blattrosette aus, über die sich die Blüten deutlich erheben.

#### Dunkle Geranien
Zu den Stammformen dieser Gruppe zählen der Braune Storchschnabel sowie Geranium reflexum und Geranium aristatum. Besonderer Wertschätzung erfreuen sich diese dunklen Geranien in Nordamerika. Einige Zuchtsorten insbesondere des Braunen Storchschnabels sind nur dort erhältlich.

## Storchschnabel im Aberglauben
Einige Arten der Storchschnäbel, etwa das Ruprechtskraut, wurden lateinisch Gratia Dei („Gnade Gottes“) genannt. Zur Verwendung von Storchschnabelarten in abergläubischen Praktiken hat vor allem die auffällige Form der Frucht beigetragen. Frauen, die sich vergeblich Kinder wünschten, wurde empfohlen, die Storchschnabel-Wurzel als Amulett um den Hals zu tragen.

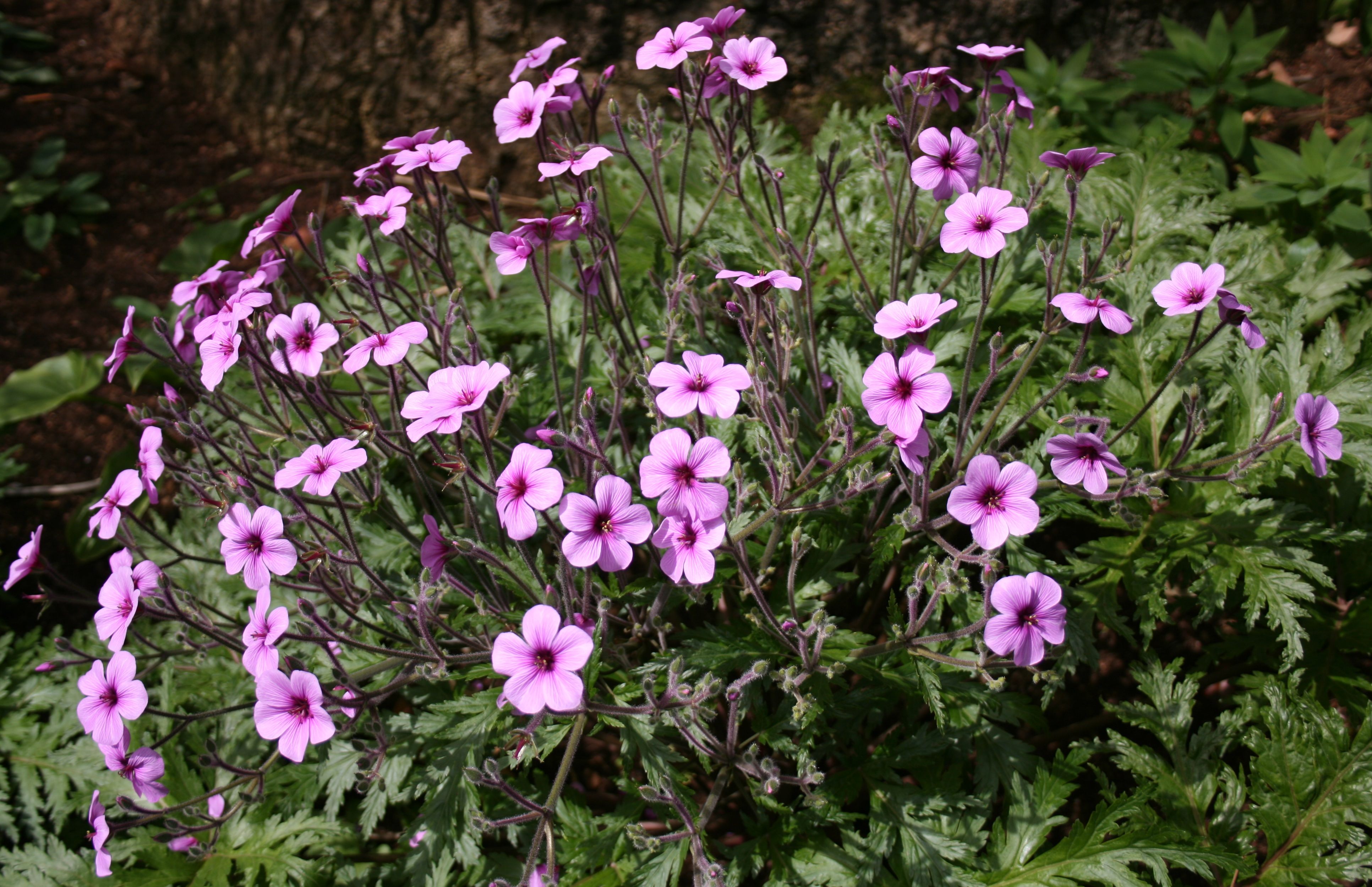
Sektion Anemonifolia: Madeira-Storchschnabel (Geranium maderense)

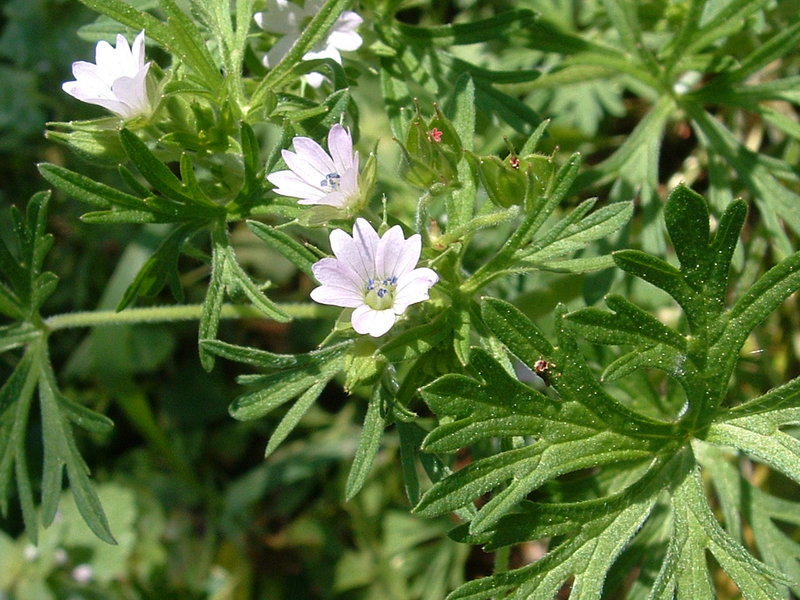
Sektion Dissecta: Schlitzblättriger Storchschnabel (Geranium dissectum)

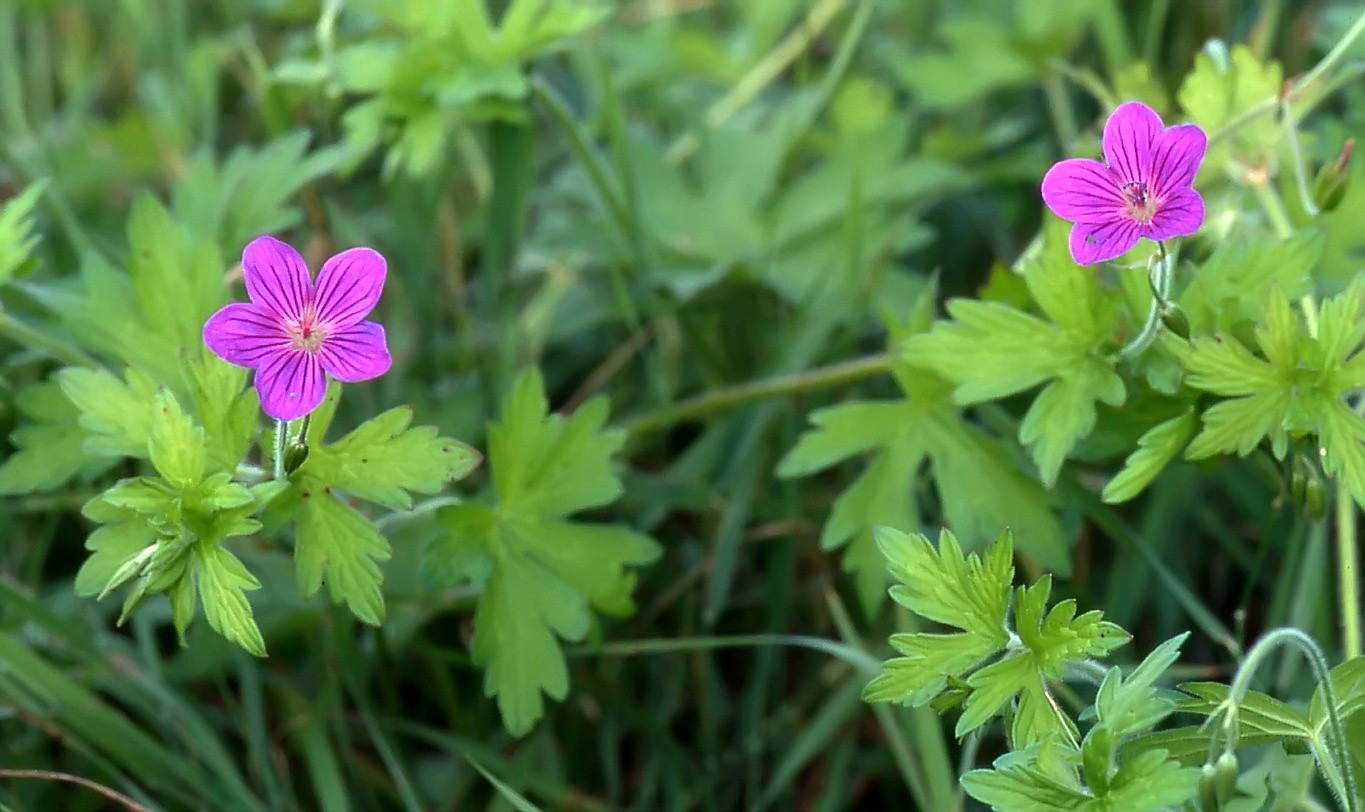
Sektion Geranium: Sumpf-Storchschnabel (Geranium palustre)

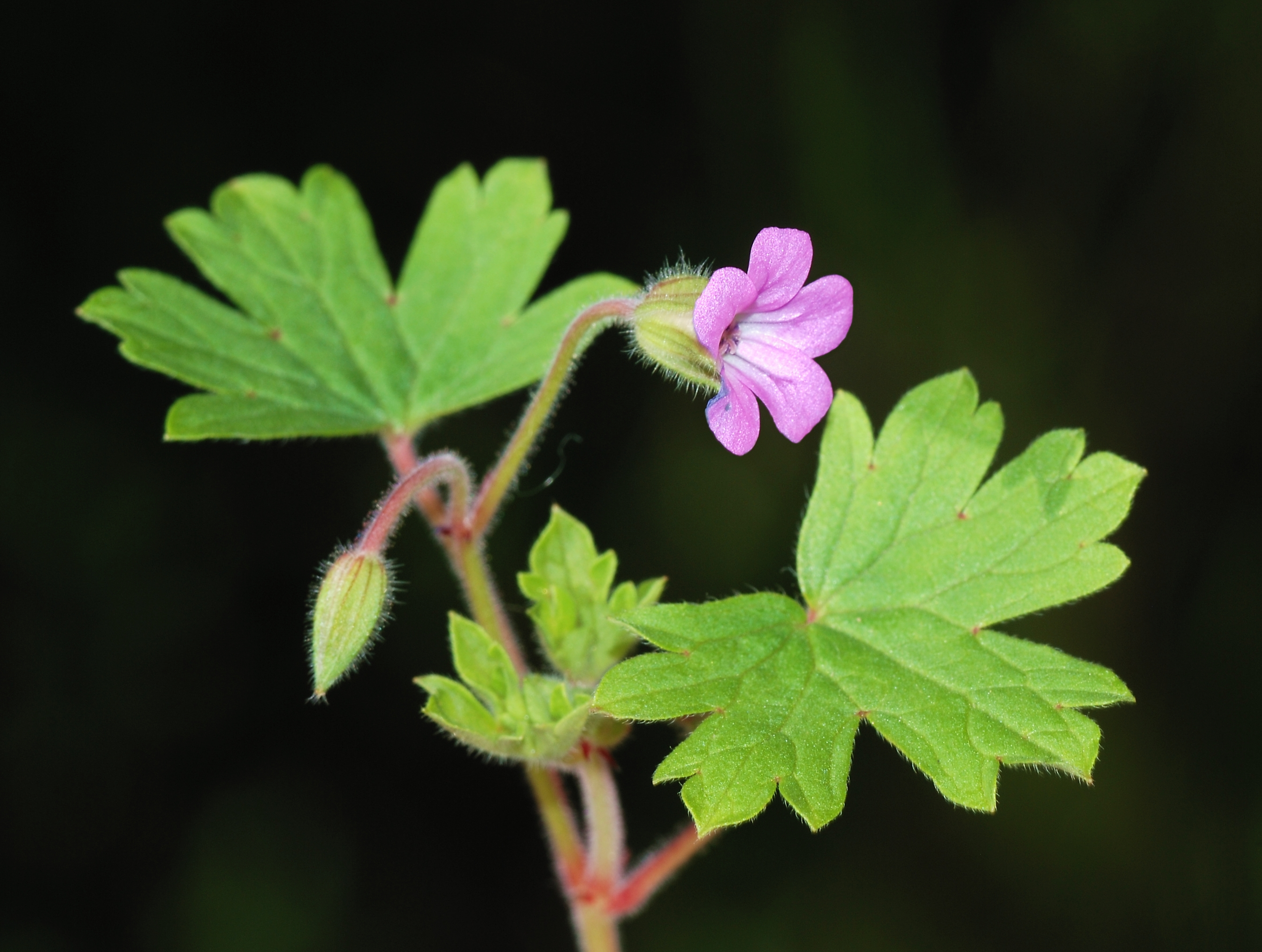
Sektion Geranium: Rundblättriger Storchschnabel (Geranium rotundifolium)

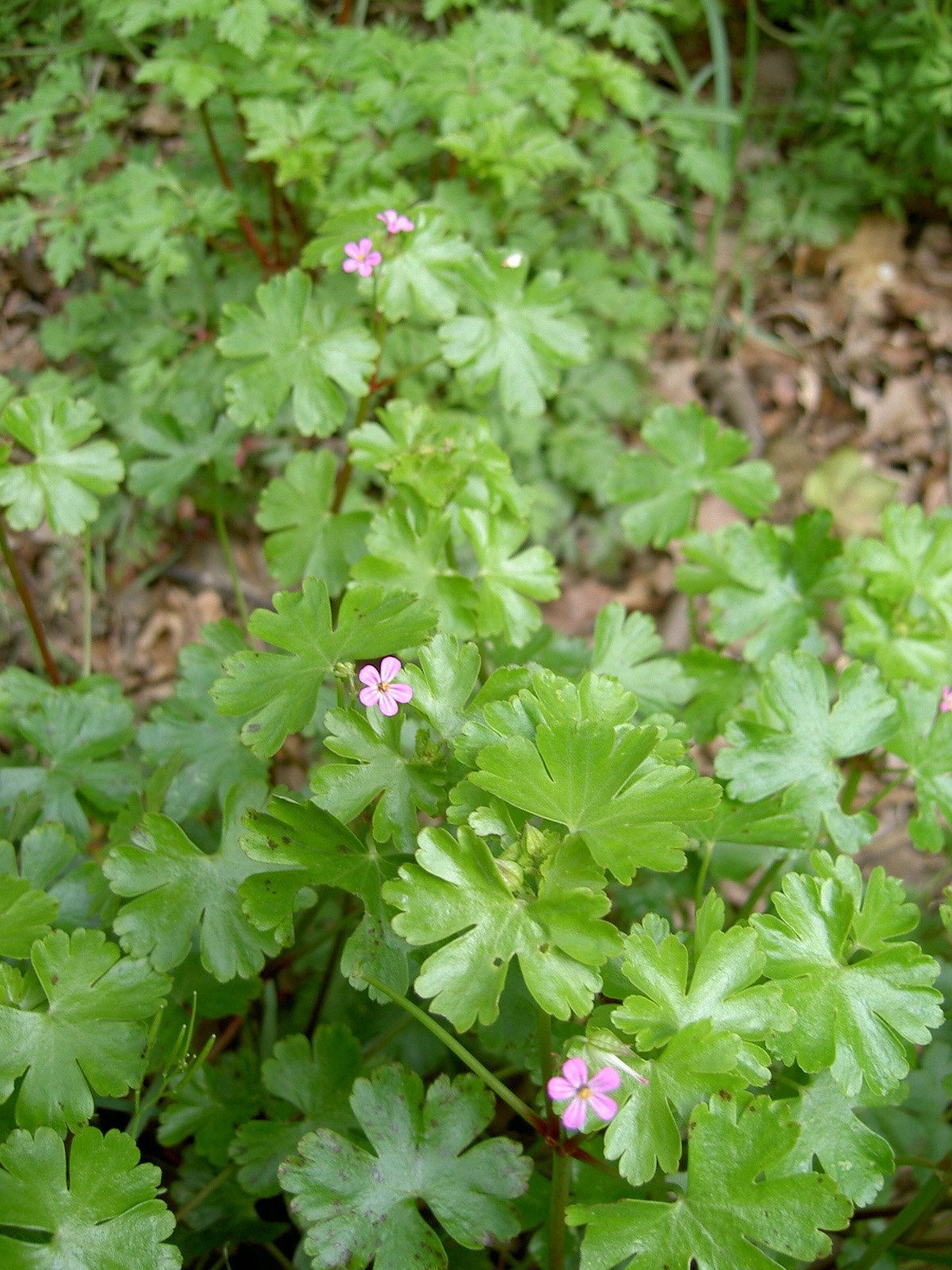
Sektion Lucida: Glänzender Storchschnabel (Geranium lucidum)

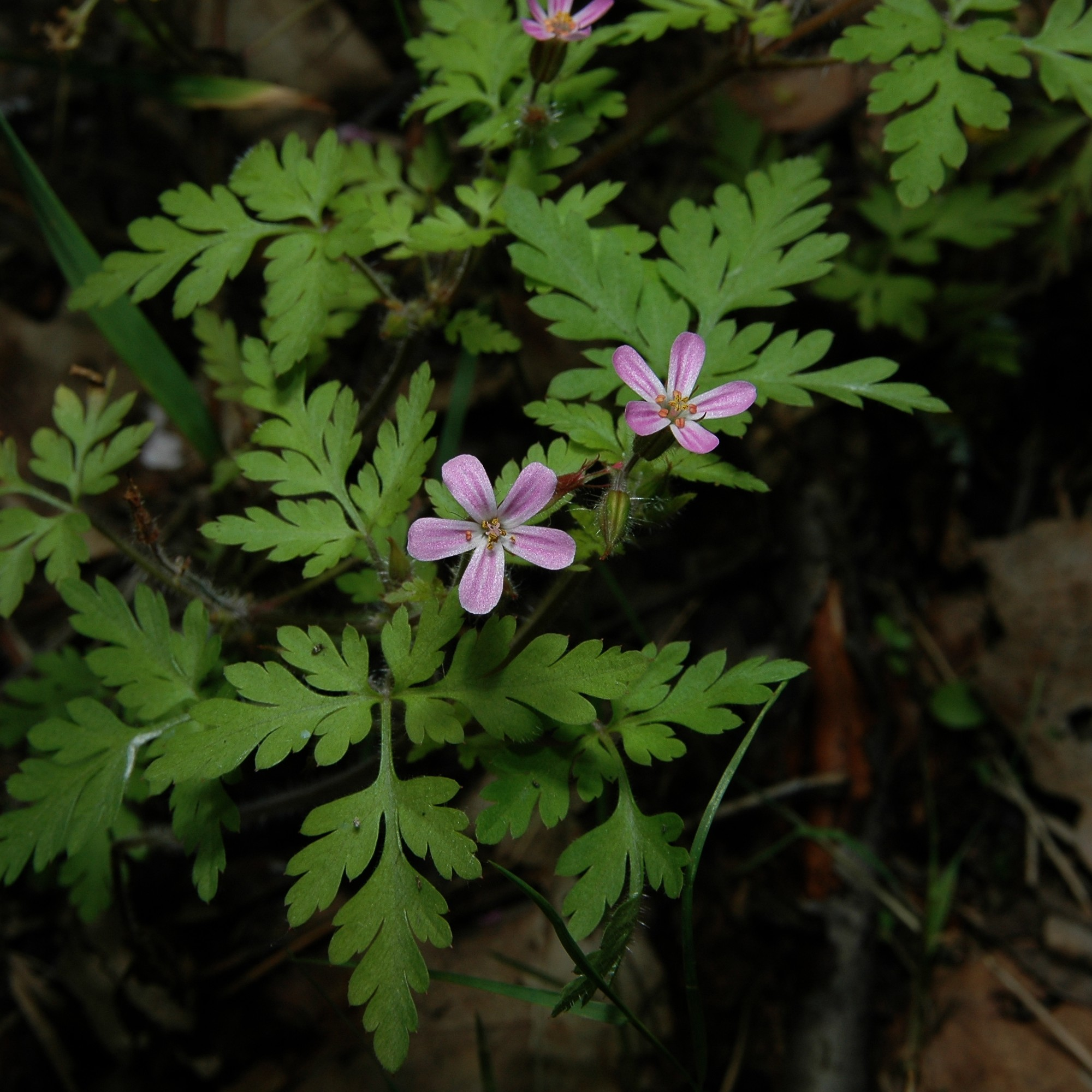
Sektion Ruberta: Ruprechtskraut (Geranium robertianum)

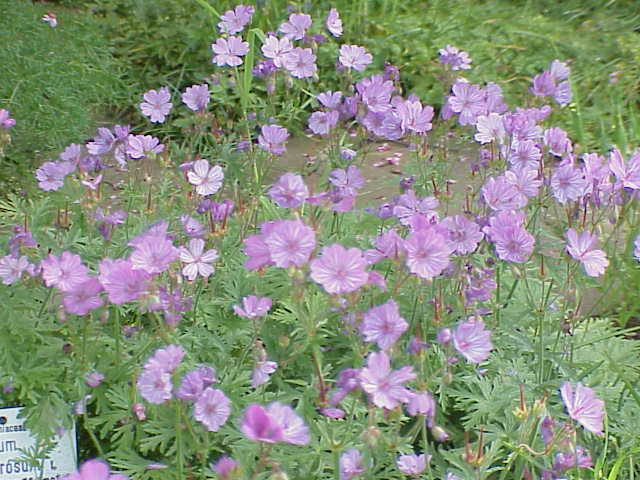
Sektion Tuberosa: Knolliger Storchschnabel (Geranium tuberosum)

## Systematik
Die große Gattung Geranium wird in zwei Untergattungen mit 18 Sektionen gegliedert:
- Untergattung Erodioidea Yeo 
  - Sektion Aculeolata Yeo
  - Sektion Brasiliensia
  - Sektion Erodiea
  - Sektion Subacaulia

- Untergattung Geranium
  - Sektion Anemonifolia
  - Sektion Azorelloida Aedo, Muñoz Garm. & Pando
  - Sektion Batrachioidea
  - Sektion Dissecta Yeo
  - Sektion Divaricata
  - Sektion Geranium
  - Sektion Lucida
  - Sektion Neurophyllodes
  - Sektion Paramensia
  - Sektion Robertium
  - Sektion Ruberta
  - Sektion Trilopha Yeo
  - Sektion Tuberosa Yeo
  - Sektion Unguiculata Boiss.

## Arten
In der Gattung Geranium gibt es etwa 380 bis 430 Arten.

### Mitteleuropäische Arten
16 Arten wachsen wild in Mitteleuropa, viele andere Arten und ihre Sorten werden als Steingartenpflanzen oder Rabattenstauden kultiviert.
Wichtige in Mitteleuropa heimische Arten sind der auf kalkreichen, mageren Böden wachsende Blutrote Storchschnabel sowie die oben ausführlicher beschriebenen Arten Wiesen-Storchschnabel, das an schattigen Orten verbreitet vorkommende Ruprechtskraut (Geranium robertianum) sowie der Sumpf-Storchschnabel (Geranium palustre).

### Storchschnabelarten (Auswahl)
Zu den Arten der Gattung Storchschnabel (Geranium) zählen unter anderem:
- Silber-Storchschnabel (Geranium argenteum L.): Er kommt in Frankreich, Italien und im früheren Jugoslawien vor.[5]
- Böhmischer Storchschnabel (Geranium bohemicum L.): Er kommt in Europa, in der Türkei und im Kaukasusgebiet vor.[5]

- Grauer Storchschnabel (Geranium cinereum Cav.)
- Stein-Storchschnabel (Geranium columbinum L.)
- Schlitzblättriger Storchschnabel (Geranium dissectum L.)
- Spreizender Storchschnabel (Geranium divaricatum Ehrh.): Er kommt in Europa, in den gemäßigten Zonen Asiens und in Indien vor.[5]
- Basken-Storchschnabel (Geranium endressii Gay)
- Himalaja-Storchschnabel (Geranium himalayense Klotzsch)
- Glänzender Storchschnabel (Geranium lucidum L.)
- Balkan-Storchschnabel (Geranium macrorrhizum L.)
- Madeira-Storchschnabel (Geranium maderense Yeo): Er kommt auf Madeira vor.[5]
- Weicher Storchschnabel (Geranium molle L.)
- Knoten-Storchschnabel (Geranium nodosum L.): Er kommt in Spanien, Frankreich, in der Schweiz, in Italien, Kroatien und in Serbien vor.[5]
- Sumpf-Storchschnabel (Geranium palustre L.)
- Brauner Storchschnabel (Geranium phaeum L.)
- Wiesen-Storchschnabel (Geranium pratense L.)
- Schwarzäugiger Storchschnabel (Geranium psilostemon Ledeb.)
- Purpur-Storchschnabel (Geranium purpureum Vill.)
- Kleiner Storchschnabel (Geranium pusillum L.)
- Pyrenäen-Storchschnabel (Geranium pyrenaicum Burm.f.)
- Kaukasus-Storchschnabel (Geranium renardii Trautv.): Er kommt im Kaukasusgebiet vor.[5]
- Kanaren-Storchschnabel (Geranium reuteri Aedo & Muñoz Garm., Syn.: Geranium canariense auct. non (Willd.) Poir.)
- Alpen-Storchschnabel (Geranium rivulare Vill.)
- Ruprechtskraut oder Stinkender Storchschnabel (Geranium robertianum L.)
- Rundblättriger Storchschnabel (Geranium rotundifolium L.)
- Blutroter Storchschnabel (Geranium sanguineum L.)
- Sibirischer Storchschnabel (Geranium sibiricum L.)
- Wald-Storchschnabel (Geranium sylvaticum L.)
- Knolliger Storchschnabel (Geranium tuberosum L.)
- Verschiedenfarbiger Storchschnabel (Geranium versicolor L.)